# 恩里科·比肖
恩里科·比肖（義大利語：Enrico Bisio，1934年9月24日—），意大利男子曲棍球运动员。他曾代表意大利国家队参加1960年夏季奥林匹克运动会曲棍球比赛，获得第十三名。